# Funvic-Pindamonhangaba/Saison 2010
Dieser Artikel listet Erfolge und Mannschaft des Radsportteams Funvic-Pindamonhangaba in der Saison 2010 auf.

## Saison 2010

### Erfolge in der UCI America Tour
Bei den Rennen der UCI America Tour im Jahr 2010 gelangen dem Team nachstehende Erfolge.
| Datum       | Rennen                                                                      | Kat. | Fahrer          |
| ----------- | --------------------------------------------------------------------------- | ---- | --------------- |
| 30. März    | 5. Etappe Vuelta Ciclista al Uruguay                                        | 2.2  | Roberto Silva   |
| 31. März    | 6. Etappe Vuelta Ciclista al Uruguay                                        | 2.2  | Héctor Aguilar  |
| 1. April    | 7a. Etappe Vuelta Ciclista al Uruguay                                       | 2.2  | Héctor Aguilar  |
| 1. April    | 7b. Etappe Vuelta Ciclista al Uruguay (EZF)                                 | 2.2  | Pedro Nicácio   |
| 3. April    | 9. Etappe Vuelta Ciclista al Uruguay                                        | 2.2  | Roberto Silva   |
| 17. April   | 4. Etappe Volta Ciclística Internacional de Gravataí                        | 2.2  | Roberto Silva   |
| 18. April   | 5. Etappe Volta Ciclística Internacional de Gravataí                        | 2.2  | Roberto Silva   |
| 21. April   | 1. Etappe Tour de Santa Catarina                                            | 2.2  | José Rodrigues  |
| 23. April   | 3. Etappe Tour de Santa Catarina                                            | 2.2  | Edgardo Simón   |
| 28. Mai     | Chilenische Meisterschaft – Einzelzeitfahren                                | NC   | Marco Arriagada |
| 2. Juni     | 1. Etappe Volta Ciclística Internacional do Paraná                          | 2.2  | Marco Arriagada |
| 4. Juni     | 3. Etappe Volta Ciclística Internacional do Paraná                          | 2.2  | Marco Arriagada |
| 2.–6. Juni  | Gesamtwertung Volta Ciclística Internacional do Paraná                      | 2.2  | Marco Arriagada |
| 25. Juni    | Brasilianische Meisterschaft – Einzelzeitfahren (U23)                       | NC   | Thiago Duarte   |
| 16. Oktober | 1. Etappe Tour do Brasil Volta Ciclística de São Paulo-Internacional        | 2.2  | Edgardo Simón   |
| 17. Oktober | 2. Etappe Tour do Brasil Volta Ciclística de São Paulo-Internacional        | 2.2  | Héctor Aguilar  |
| 18. Oktober | 3. Etappe Tour do Brasil Volta Ciclística de São Paulo-Internacional        | 2.2  | Flavio Santos   |
| 19. Oktober | 4a. Etappe Tour do Brasil Volta Ciclística de São Paulo-Internacional (EZF) | 2.2  | Magno Nazaret   |
| 22. Oktober | 7. Etappe Tour do Brasil Volta Ciclística de São Paulo-Internacional        | 2.2  | Edgardo Simón   |

### Mannschaft
| Name                      | Geburtstag        | Nationalität | Team 2009                                 |
| ------------------------- | ----------------- | ------------ | ----------------------------------------- |
| Héctor Aguilar            | 16. April 1984    | Uruguay      | LA-Rota dos Móveis                        |
| Marco Arriagada           | 30. Oktober 1975  | Chile        | Neoprofi                                  |
| Flavio Cardoso            | 12. Oktober 1980  | Brasilien    | Neoprofi                                  |
| Thiago Duarte             | 8. Juli 1988      | Brasilien    | Neoprofi                                  |
| Tiago Fiorilli            | 11. März 1984     | Brasilien    | Boyacá es Para Vivirla                    |
| Marcelo Moser             | 1. September 1977 | Brasilien    | Neoprofi                                  |
| Magno Nazaret (ab 01.09.) | 17. Januar 1986   | Brasilien    | Scott-Marcondes Cesar-São José dos Campos |
| Pedro Nicácio             | 13. Oktober 1981  | Brasilien    | Neoprofi                                  |
| Kleber Ramos              | 24. August 1985   | Brasilien    | Neoprofi                                  |
| José Rodrigues            | 15. April 1984    | Brasilien    | Neoprofi                                  |
| Breno Sidoti              | 16. März 1983     | Brasilien    | Scott/Marcondes Cesar/Fadenp/SJC          |
| Roberto Silva             | 9. Januar 1983    | Brasilien    | Neoprofi                                  |
| Edgardo Simón             | 16. Dezember 1974 | Argentinien  | Gamaia/São Jose dos Campos                |
| Daniel Soeiro             | 16. Mai 1978      | Brasilien    | Neoprofi                                  |